# HD139319
HD139319 — подвійна зоря. 
Ця подвійна система має видиму зоряну величину в смузі V приблизно 7,5.
Вона розташована на відстані близько 397,3 світлових років від Сонця.

## Подвійна зоря
Головна зоря цієї системи належить до хімічно пекулярних зір й має спектральний клас A6.
Інша компонента має  спектральний клас F1.

## Фізичні характеристики
Телескоп Гіппаркос зареєстрував фотометричну змінність  даної зорі з періодом    2,81 доби в межах від  Hmin= 8,94 до  Hmax= 7,37.